# Szabó Levente (labdarúgó)
Szabó Levente (Székesfehérvár, 1999. június 6. –) magyar válogatott labdarúgó, a német 2. Bundesligában játszó Eintracht Braunschweig játékosa.

## Pályafutása

### Klubcsapatokban
A székesfehérvári születésű Szabó a Főnix Goldban, majd a Győr Fehér Miklósról elnevezett akadémiáján nevelkedett. 2015 augusztusában az olasz élvonalbeli Atalanta igazolta le. A bergamóiak korosztályos csapatával U17-es bajnokságot nyert, 2017 nyarán pedig a szintén olasz élvonalbeli Genoához szerződött. A Genoa főként az U19-es és a Primavera-csapatában számított a játékára. 2019 márciusában Szabó is tagja volt a rangos nemzetközi utánpótlás-tornán, a Viareggio-kupán döntőbe jutó együttesnek. A torna során két gólt szerzett, míg a Primavera-bajnokságban tizenhárom találkozón hétszer volt eredményes. 2019 szeptemberében visszatért Magyarországra, ahol a Fehérvár játékosa lett. Szülővárosa csapatában mutatkozott be a magyar élvonalban, rövid ideig pedig a másodosztályú Budaörsben is játszott kölcsönben. 2021 márciusában meghosszabbította szerződését a Fehérvárral. A 2021-2022-es szezonra az NB II-ben szereplő Budafoki MTE vette kölcsön.
2022 júniusában a labdarúgó NB I újonca, a Kecskemét kölcsönvette a MOL Fehérvár FC-től.
2024. május 24-én jelentették be, hogy a a német másodosztályban szereplő Eintracht Braunschweignél folytatja a pályafutását. 2026. június 30-ig szóló szerződést kötött a német csapattal. Augusztus 19-én, a Német Kupa első fordulójában mutatkozott be új csapatában. A 85. percben csereként lépett pályára, és ő szerezte csapata szépítő gólját az Eintracht Frankfurt ellen (4–1). Szeptember 14-én, a 2. Bundesliga 5. fordulójában első bajnoki gólját is megszerezte az SV Darmstadt elleni 1–1-es döntetlen során. Szeptember 27-én,a bajnokság 7. fordulójában az SSV Ulm ellen ő szerezte csapata szépítő gólját az idegenbeli 3–1-es vereség során. 2025. február 9-én, a bajnokság 21. fordulójában szerezte negyedik gólját, csapata pedig 2–0-ra legyőzte a Karlsruhét.

### A válogatottban
Többszörös utánpótlás-válogatott, tagja volt a 2017-es U19-es labdarúgó-Európa-bajnokságon való részvételt kiharcoló korosztályos csapatnak, a kontinenstornára utazó keretbe azonban már nem került be.

## Statisztika

### Klubcsapatokban
2025. augusztus 9-i állapot szerint.
| Klub                   | Szezon         | Bajnokság      | Bajnokság | Bajnokság | Kupa  | Kupa  | Nemzetközi | Nemzetközi | Egyéb | Egyéb | Összesen | Összesen |
| Klub                   | Szezon         | Bajnokság      | Mérk.     | Gólok     | Mérk. | Gólok | Mérk.      | Gólok      | Mérk. | Gólok | Mérk.    | Gólok    |
| ---------------------- | -------------- | -------------- | --------- | --------- | ----- | ----- | ---------- | ---------- | ----- | ----- | -------- | -------- |
| Budaörs                | 2019–20        | NB II          | 5         | 1         | —     | —     | —          | —          | —     | —     | 5        | 1        |
| Budaörs                | Összesen       | Összesen       | 5         | 1         | —     | —     | —          | —          | —     | —     | 5        | 1        |
| Budafoki MTE           | 2021–22        | NB II          | 21        | 6         | —     | —     | —          | —          | —     | —     | 21       | 6        |
| Budafoki MTE           | Összesen       | Összesen       | 21        | 6         | —     | —     | —          | —          | —     | —     | 21       | 6        |
| Fehérvár               | 2019–20        | NB I           | 3         | 0         | —     | —     | —          | —          | —     | —     | 3        | 0        |
| Fehérvár               | 2020–21        | NB I           | 13        | 1         | 2     | 0     | —          | —          | —     | —     | 15       | 1        |
| Fehérvár               | 2021–22        | NB I           | 4         | 0         | —     | —     | 1          | 0          | —     | —     | 5        | 0        |
| Fehérvár               | Összesen       | Összesen       | 20        | 1         | 2     | 0     | 1          | 0          | —     | —     | 23       | 1        |
| Kecskeméti TE          | 2022–23        | NB I           | 16        | 4         | 2     | 0     | —          | —          | —     | —     | 18       | 4        |
| Kecskeméti TE          | Összesen       | Összesen       | 16        | 4         | 2     | 0     | —          | —          | —     | —     | 18       | 4        |
| Fehérvár               | 2022–23        | NB I           | 6         | 0         | —     | —     | —          | —          | —     | —     | 6        | 0        |
| Fehérvár               | 2023–24        | NB I           | 16        | 4         | 1     | 0     | —          | —          | —     | —     | 17       | 4        |
| Fehérvár               | Összesen       | Összesen       | 22        | 4         | 1     | 0     | —          | —          | —     | —     | 23       | 4        |
| Diósgyőri VTK          | 2023–24        | NB I           | 12        | 3         | 2     | 1     | —          | —          | —     | —     | 14       | 4        |
| Diósgyőri VTK          | Összesen       | Összesen       | 12        | 3         | 2     | 1     | —          | —          | —     | —     | 14       | 4        |
| Eintracht Braunschweig | 2024–25        | 2. Bundesliga  | 27        | 4         | 1     | 1     | —          | —          | —     | —     | 28       | 5        |
| Eintracht Braunschweig | 2025–26        | 2. Bundesliga  | 2         | 0         | —     | —     | —          | —          | —     | —     | 2        | 0        |
| Eintracht Braunschweig | Összesen       | Összesen       | 29        | 4         | 1     | 1     | —          | —          | —     | —     | 30       | 5        |
| Karrier összes         | Karrier összes | Karrier összes | 125       | 23        | 8     | 2     | 1          | 0          | —     | —     | 134      | 25       |

### A válogatottban
| Magyarország | Magyarország | Magyarország |
| Év           | Mérk.        | Gólok        |
| ------------ | ------------ | ------------ |
| 2024         | 1            | 0            |
| 2025         | 1            | 0            |
| Összesen     | 2            | 0            |

### Mérkőzései a válogatottban
| Magyarország | Magyarország       | Magyarország                    | Magyarország | Magyarország | Magyarország | Magyarország    | Magyarország | Magyarország |
| #            | Dátum              | Helyszín                        | Hazai        | Eredmény     | Vendég       | Kiírás          | Gólok        | Esemény      |
| ------------ | ------------------ | ------------------------------- | ------------ | ------------ | ------------ | --------------- | ------------ | ------------ |
| 1.           | 2024. november 16. | Johan Cruijff Arena, Amszterdam | Hollandia    | 4 – 0        | Magyarország | Nemzetek Ligája | -            | 60'          |
| 2.           | 2025. március 20.  | Isztambul, Rams Park            | Törökország  | 3 – 1        | Magyarország | Nemzetek Ligája | -            | 70'          |
|              | Összesen           |                                 |              | 2            | mérkőzés     |                 | 0            | gól          |

## Sikerei, díjai
Kecskeméti TE
- Magyar labdarúgó-bajnokság ezüstérmes: 2022–23[15]